# Kazuma Irifune
Kazuma Irifune (入船 和真 Irifune Kazuma?, nacido el 15 de noviembre de 1986 en Miyazaki, Miyazaki) es un exfutbolista japonés. Jugaba de defensa y su último club fue el Tokushima Vortis de Japón.

## Trayectoria

### Clubes
| Club                | País  | Año         |
| ------------------- | ----- | ----------- |
| Sanfrecce Hiroshima | Japón | 2005 - 2007 |
| Tokushima Vortis    | Japón | 2008        |